# Sidi Ghiles
Sidi Ghiles (în arabă سيدي غيلاس) este o comună din provincia Tipaza, Algeria.
Populația comunei este de 15.281 de locuitori (2008).